# Provincia di Lanao del Norte
Lanao del Norte è una provincia filippina situata nella regione del Mindanao Settentrionale. Il suo capoluogo è Tubod ma la città principale è Iligan, nella cui area metropolitana è concentrata più della metà dell'intera popolazione della provincia.

## Geografia fisica
La provincia di Lanao del Norte costituisce il primo tratto della Penisola di Zamboanga, trovandosi tra la baia di Iligan a nord e la baia di Illana a sud. Deve il suo nome al lago di Lanao, il più grande di tutta Mindanao, che si trova immediatamente a sud del confine meridionale, tutto compreso all'interno della provincia di Lanao del Sur. Le altre province confinanti sono quelle di Bukidnon e Misamis Oriental ad est, e Zamboanga del Sur ad ovest.

## Geografia antropica

### Suddivisioni amministrative
La provincia di Lanao del Norte comprende una città e 22 municipalità.

#### Città
- Iligan - Città altamente urbanizzata HUC

#### Municipalità
- Bacolod
- Baloi
- Baroy
- Kapatagan
- Kauswagan
- Kolambugan
- Lala
- Linamon
- Magsaysay
- Maigo
- Matungao

- Munai
- Nunungan
- Pantao Ragat
- Pantar
- Poona Piagapo
- Salvador
- Sapad
- Sultan Naga Dimaporo
- Tagoloan
- Tangcal
- Tubod